# Lindera
Lindera, auch Fieberstrauch, ist eine Pflanzengattung innerhalb der Familie der Lorbeergewächse (Lauraceae). Die etwa 100 Arten kommen hauptsächlich in Asien vor.

## Beschreibung

Illustration von Lindera benzoin

### Vegetative Merkmale
Lindera-Arten sind verholzende Pflanzen. Ihre Laubblätter stehen wechsel- bis gegenständig und sind meist fiederadrig, seltener mit drei Hauptadern versehen.

### Generative Merkmale
Die Blütenstände sind aus 3 bis 15 Blüten bestehende Pseudodolden, die wiederum in einer gelegentlich gedrängten Traube stehen. Sie stehen an Kurztrieben oder sind aufsitzend. Vor der Blütezeit ist der Blütenstand von Tragblättern begleitet, die kreuzständig stehen und oftmals beständig sind.
Die Blüten sind dreizählig oder unregelmäßig gebaut und getrenntgeschlechtig. Sie haben bis zu sechs gleichgestaltige Blütenhüllblätter, diese können jedoch auch vollständig fehlen oder während der Blütezeit abfallen. Die männlichen Blüten weisen 9 bis 15 fertile Staubblätter auf, am innersten Staubblattkreis finden sich an der Basis der Staubfäden Drüsen. Meist sind die Staubfäden länger als die Staubbeutel, die wiederum aus zwei Kammern bestehen und nach innen oder seitlich gerichtet sind. Der verkümmerte Fruchtknoten ist nur sehr fein oder gar nicht vorhanden. Der Blütenboden ist klein und flach. Die weiblichen Blüten weisen eine variable Zahl an Staminodien auf und haben einen nur schwach ausgeprägten Blütenboden.
Die Frucht ist mit einem kleinen Fruchtbecher versehen oder steht frei an einem verdickten Stiel. Die Blütenhüllblätter sind an den Früchten meist nicht beständig.

## Systematik und Verbreitung

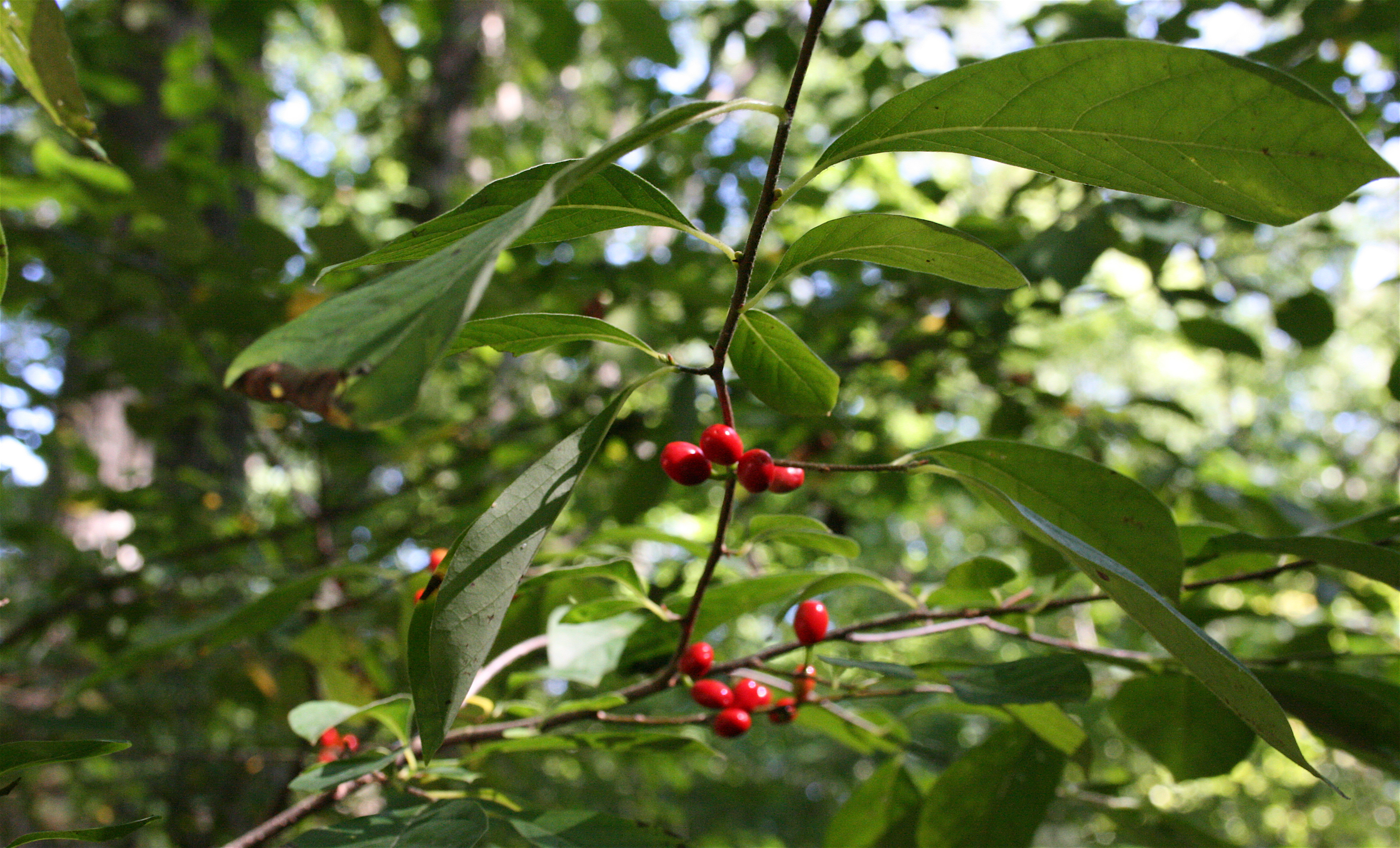
Gewürzbusch (Lindera benzoin)

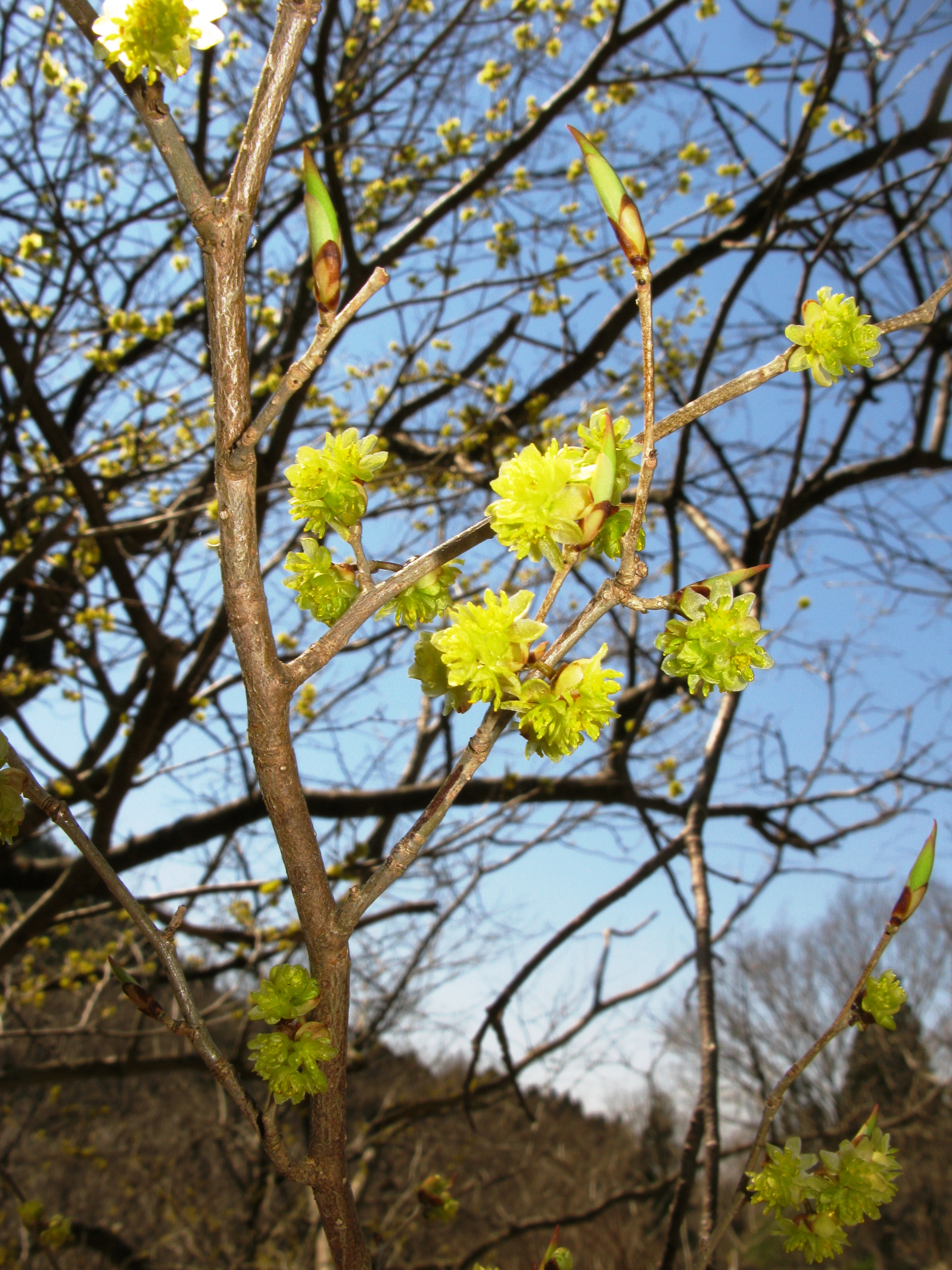
Frühzeitiger Fieberstrauch (Lindera praecox)

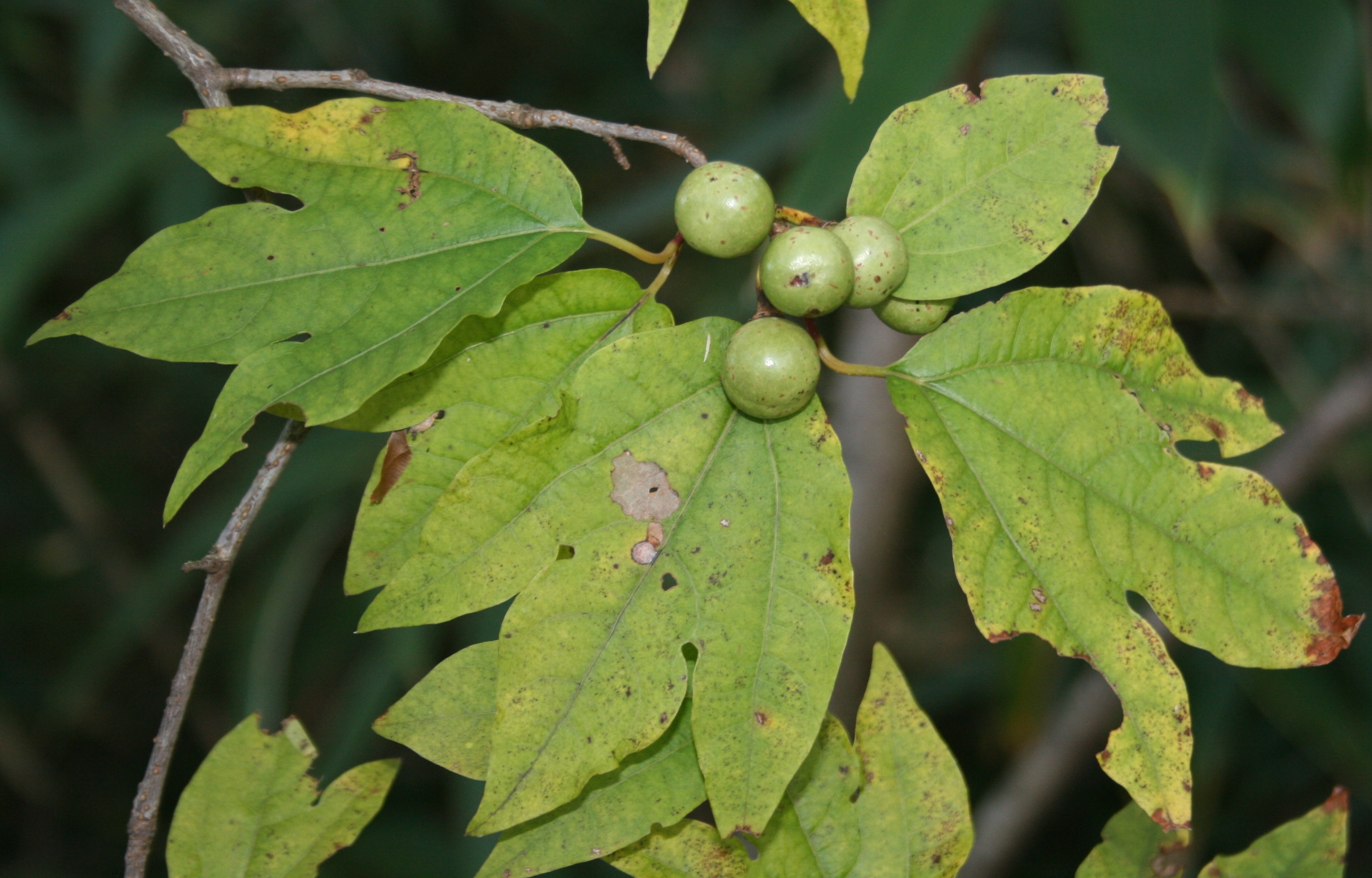
Laubblätter und Früchte von Lindera triloba

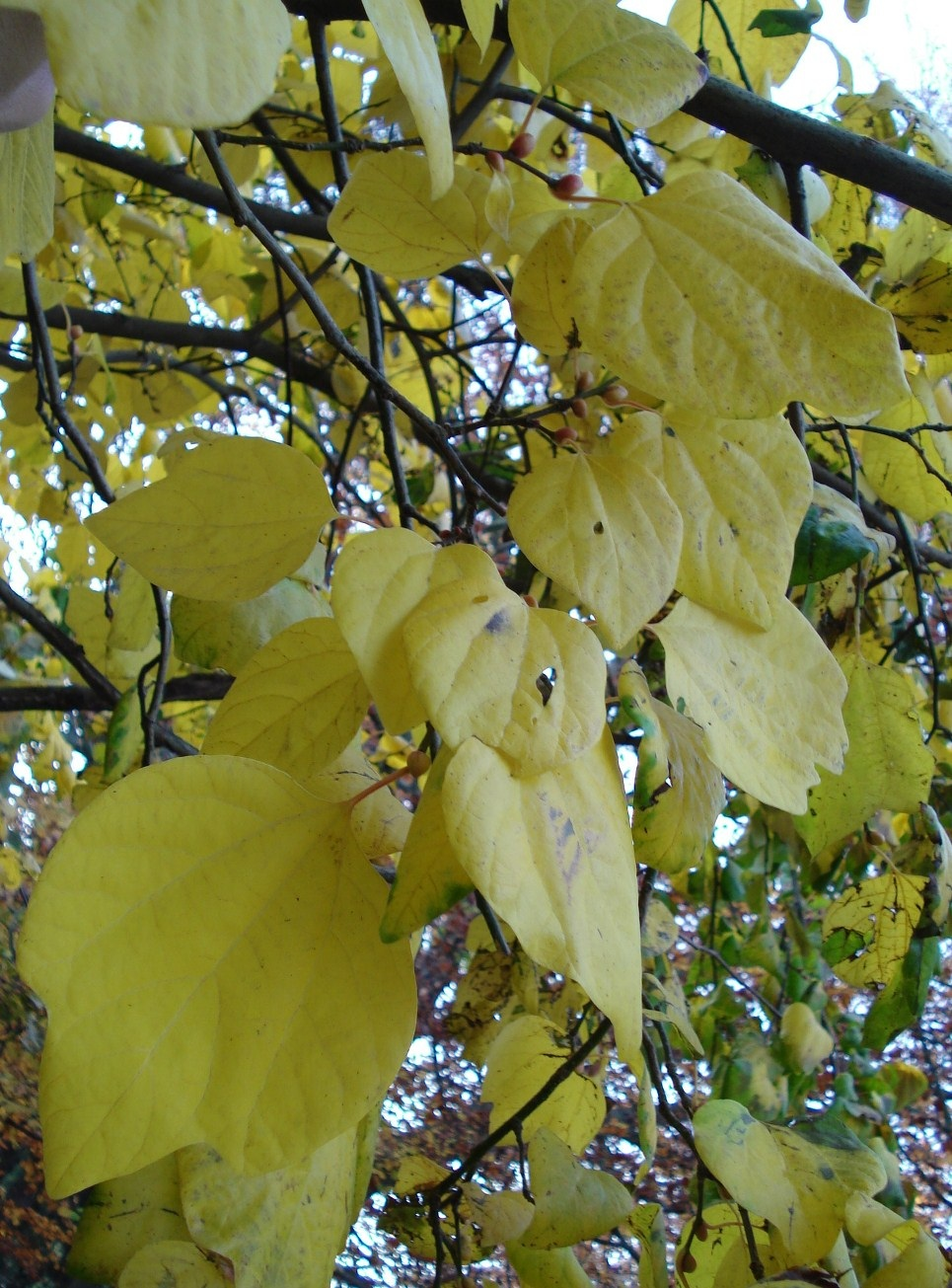
Sektion Palminerviae: Laubblätter des Stumpflappigen Fieberstrauchs (Lindera obtusiloba) in Herbstfärbung

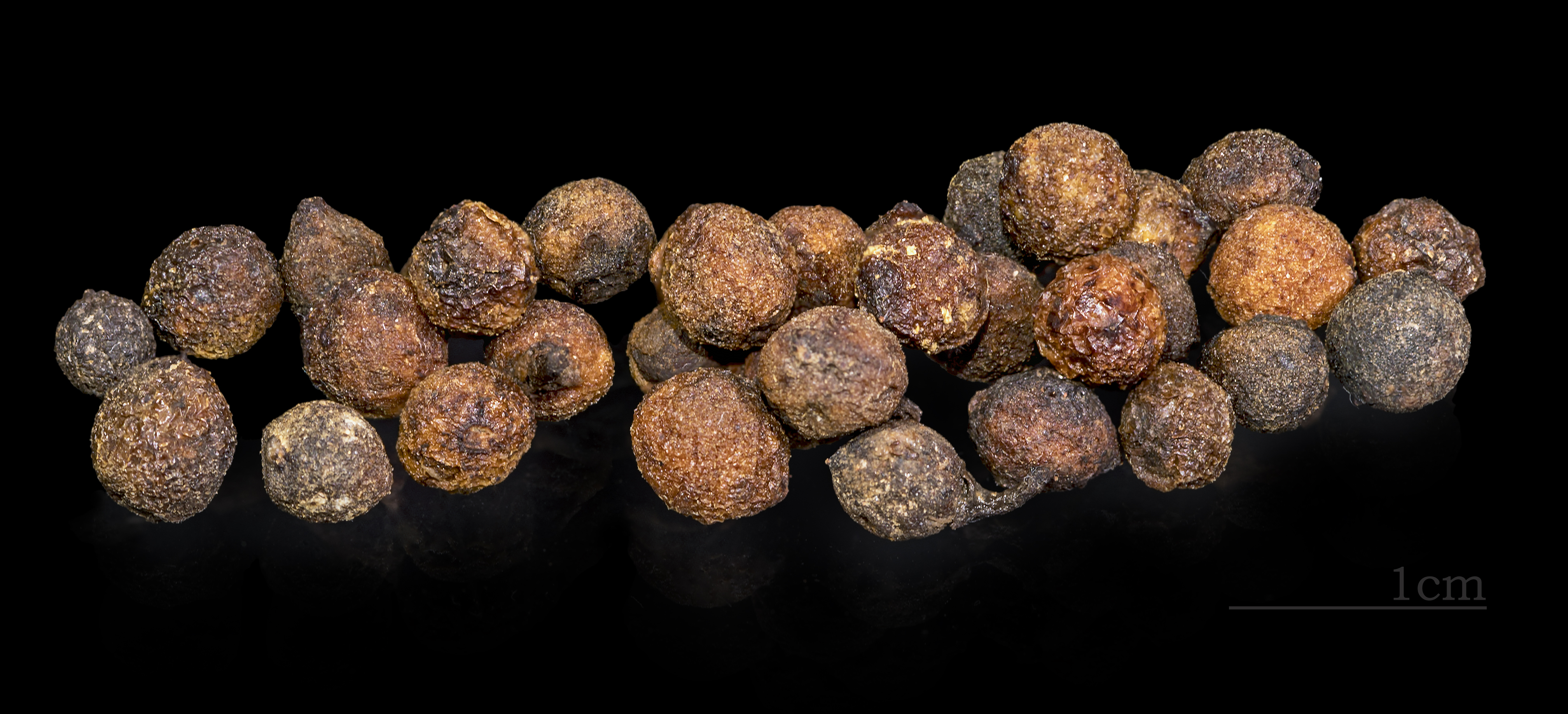
Sektion Polyadenia: Lindera neesiana: Getrocknete Früchte, als Gewürz verwendet

Die Gattung Lindera wurde 1783 durch Carl Peter Thunberg aufgestellt. Der Gattungsname Lindera ehrt den schwedischen Arzt und Botaniker Johan Linder (1676–1723).
Die meisten Lindera-Arten kommen in Asien vor, zwei Arten stammen aus Nordamerika, eine kommt in Australien vor.
Die Gattung Lindera gehört zur Tribus Laureae innerhalb der Familie der Lorbeergewächse (Lauraceae). Eine infragenerische Einteilung der Gattung unterteilt sie in acht Sektionen, kombinierte molekularbiologische und morphologische Untersuchungen zeigten jedoch, dass die Gattung Lindera im klassisch anerkannten Umfang nicht monophyletisch ist.
Auswahl der Sektionen und Arten (nach):
- Sektion Aperula (Blume) Benth.
  - Lindera latifolia Hook.f.: Sie ist in Indien, Bangladesch, Nordvietnam und Yunnan sowie Tibet verbreitet.[2]
  - Lindera longipedunculata C.K.Allen: Sie ist in Yunnan sowie Tibet verbreitet.[2]
  - Lindera metcalfiana C.K.Allen: Sie ist in China und Nordvietnam verbreitet.[2]
- Sektion Cupuliformes H.P.Tsui
  - Lindera megaphylla Hemsl.: Sie ist in China und Taiwan verbreitet.[3]
- Sektion Daphnidium (Nees) Benth.
  - Lindera chunii Merr.: Sie ist in den chinesischen Provinzen Guangdong, Giangxi sowie Hainan verbreitet.[2]
  - Lindera pulcherrima (Nees) Hook.f.: Sie ist in Sikkim, Bhutan, Nepal und China verbreitet.[3]
  - Lindera villipes H.P.Tsui: Sie ist in Yunnan und Tibet verbreitet.[2]
- Sektion Lindera
  - Lindera kariensis W.W.Sm.: Sie gedeiht in Höhenlagen von 2700 bis 3700 Metern nur im westlichen Yunnan.[2]
  - Lindera reflexa Hemsl.: Sie ist in China verbreitet.[3]
- Sektion Palminerviae Meisn.
  - Stumpflappiger Fieberstrauch[4] (Lindera obtusiloba Blume): Sie ist in zwei Varietäten in China, Korea, Indien, Bhutan, Nepal und  Japan verbreitet.[2]
- Sektion Polyadenia (Nees) Benth.
  - Lindera communis Hemsl.: Sie ist in Laos, Vietnam, Thailand, Myanmar, Japan, Taiwan und China verbreitet.[3]
  - Lindera neesiana (Wall. ex Nees) Kurz (Syn.: Lindera fruticosa Hemsl.): Sie ist in Nordindien, Tibet, Nepal, Bhutan, Myanmar und China verbreitet.[2]

Weitere Arten (ohne Zuordnung zu einer Sektion):
- Lindera angustifolia W.C.Cheng: Sie ist in China und  Korea verbreitet.[3]
- Wohlriechender Fieberstrauch (Lindera benzoin (L.) Blume): Sie ist im östlichen und zentralen Nordamerika von Kanada bis Texas und Florida verbreitet.[3] Die Rinde dieser Art wurde früher als Fiebermittel verwendet (daher der Trivialname Fieberstrauch).
- Frühzeitiger Fieberstrauch[4] (Lindera praecox (Siebold & Zucc.) Blume): Sie ist in China und Japan verbreitet.[3]
- Lindera sericea (Siebold & Zucc.) Blume: Sie ist in Japan und Korea verbreitet.[3]
- Lindera triloba Blume: Sie kommt in Japan vor.
- Lindera umbellata Thunb.: Sie kommt auf den japanischen Inseln Hokkaidō sowie Honshu vor.[3]

## Historische Literatur
- Jens G. Rohwer: Lauraceae. In: Klaus Kubitzki, Jens G. Rohwer, Volker Bittrich (Hrsg.): The Families and Genera of Vascular Plants. Volume 2: Flowering Plants, Dicotyledons, Magnoliid, Hamamelid and Caryophyllid Families. Springer, Berlin/Heidelberg/New York 1993, ISBN 3-540-55509-9, S. 389.
- Otto Warburg: Die Pflanzenwelt. Band 2, Seite 52. Leipzig, Bibliographisches Institut 1923.